# Chrysotus tarsalis
Chrysotus tarsalis är en tvåvingeart som beskrevs av Van Duzee 1924. Chrysotus tarsalis ingår i släktet Chrysotus och familjen styltflugor. Inga underarter finns listade i Catalogue of Life.